# Astă seară mă distrez
Astă seară mă distrez (titlul original: în italiană Stasera mi butto) este un film italian de comedie, realizat în 1967 de regizorul Ettore Maria Fizzarotti, făcând parte din genul de filme musicarello. Protagoniști filmului sunt actorii Caterina Boratto, Ezio Busso, Giancarlo Giannini cât și cântăreții Lola Falana, Rocky Roberts și Marisa Sannia. 

## Distribuție
- Giancarlo Giannini – profesorul Carlo
- Marisa Sannia – Marisa
- Rocky Roberts – el însuși
- Lola Falana – ea însăși
- Franco Franchi – Franco, un salvamar
- Ciccio Ingrassia – Ciccio, un salvamar
- Nino Taranto – șeful, tatăl lui Marisa
- Caterina Boratto – contesa, mama lui Carlo
- Stelvio Rosi – Fabrizio
- Giuseppe Porelli – Fefè, baronul
- Enrico Viarisio – baronul bătrân
- Renata Pacini – Renata, amica lui Marisa
- Enrico Montesano – Enrico
- Enzo Cannavale – chelnerul șef
- Dada Gallotti
- Stefanella Giovannini
- Carlo Colombini
- Cristina Sacchetti
- Dominique Mediant
- Ezio Busso
- Lea Nanni
- Mirella Pamphili
- Valentino Macchi

## Melodii din film

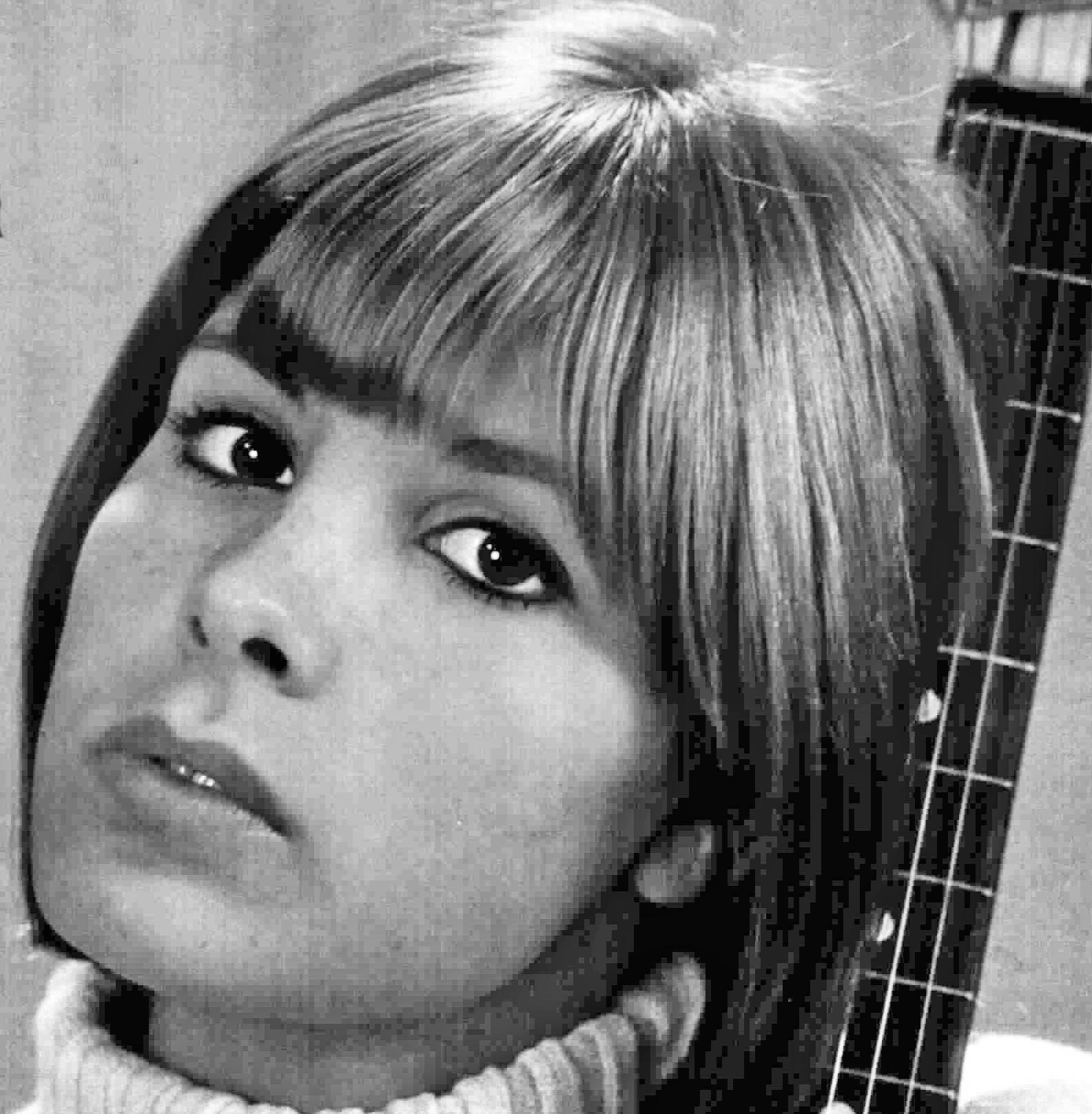
Marisa Sannia

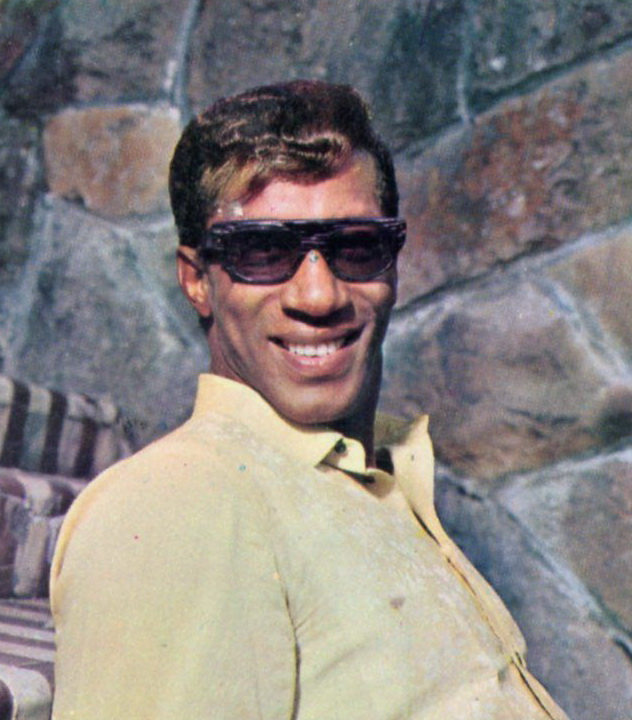
Rocky Roberts în 1969

1. Just Because Of You interpretată de: Rocky Roberts & The Airedales
2. D'amore non si muore interpretată de: Renata Pacini
3. E lasciatemi stare interpretată de: Rocky Roberts
4. Per conquistare te interpretată de: Rocky Roberts
5. Sarai fiero di me interpretată de: Marisa Sannia
6. Lo sappiamo noi due interpretată de: Marisa Sannia
7. Tutta donna interpretată de: Lola Falana
8. Working In The Coal Mine interpretată de: Lola Falana
9. Stasera mi butto interpretată de: Rocky Roberts

din off:
1. Giramondo interpretată de: Nicola di Bari